# Neuilly-Crimolois
Neuilly-Crimolois est une commune nouvelle française  appartenant à Dijon Métropole résultant de la fusion des communes de Neuilly-lès-Dijon et Crimolois le 28 février 2019, située dans le département de la Côte-d'Or en région Bourgogne-Franche-Comté.
Ses habitants sont appelés les Neuilloisiens et Neuilloisiennes.

## Géographie
Commune nouvelle de l'aire d'attraction de Dijon, située dans l'unité urbaine de Dijon, à 7 km au sud-est de Dijon.

### Transports
Jusqu'en décembre 2017, la commune déléguée de Neuilly-lès-Dijon accueillait une halte ferroviaire desservie par le réseau TER Bourgogne-Franche-Comté. Elle a été remplacée par des navettes routières qui effectuent la correspondance avec les gares de Dijon-Ville et de Genlis.

### Climat
Pour des articles plus généraux, voir Climat de la Bourgogne-Franche-Comté et Climat de la Côte-d'Or.
En 2010, le climat de la commune est de type climat océanique dégradé des plaines du Centre et du Nord, selon une étude du Centre national de la recherche scientifique s'appuyant sur une série de données couvrant la période 1971-2000. En 2020, Météo-France publie une typologie des climats de la France métropolitaine dans laquelle la commune est dans une zone de transition entre le climat océanique altéré et le climat océanique altéré et est dans la région climatique Bourgogne, vallée de la Saône, caractérisée par un bon ensoleillement (1 900 h/an), un été chaud (18,5 °C), un air sec au printemps et en été et des vents faibles.
Pour la période 1971-2000, la température annuelle moyenne est de 10,5 °C, avec une amplitude thermique annuelle de 17,6 °C. Le cumul annuel moyen de précipitations est de 806 mm, avec 10,8 jours de précipitations en janvier et 7,8 jours en juillet. Pour la période 1991-2020, la température moyenne annuelle observée sur la station météorologique de Météo-France la plus proche, « Dijon-Longvic », sur la commune d'Ouges à 3 km à vol d'oiseau, est de 11,4 °C et le cumul annuel moyen de précipitations est de 743,4 mm,. Pour l'avenir, les paramètres climatiques de la commune estimés pour 2050 selon différents scénarios d'émission de gaz à effet de serre sont consultables sur un site dédié publié par Météo-France en novembre 2022.
| Mois                                  | jan.             | fév.           | mars             | avril           | mai             | juin           | jui.           | août           | sep.            | oct.            | nov.             | déc.             | année     |
| ------------------------------------- | ---------------- | -------------- | ---------------- | --------------- | --------------- | -------------- | -------------- | -------------- | --------------- | --------------- | ---------------- | ---------------- | --------- |
| Température minimale moyenne (°C)     | −0,2             | 0              | 2,6              | 5,2             | 9,2             | 12,8           | 14,9           | 14,6           | 11              | 7,6             | 3,3              | 0,7              | 6,8       |
| Température moyenne (°C)              | 2,7              | 3,8            | 7,5              | 10,7            | 14,6            | 18,5           | 20,8           | 20,4           | 16,4            | 11,8            | 6,5              | 3,4              | 11,4      |
| Température maximale moyenne (°C)     | 5,6              | 7,6            | 12,5             | 16,2            | 20              | 24,2           | 26,7           | 26,2           | 21,7            | 16,1            | 9,7              | 6,1              | 16,1      |
| Record de froid (°C) date du record   | −21,3 09.01.1985 | −22 15.02.1929 | −15,3 11.03.1931 | −5,3 01.04.1931 | −3,3 01.05.1938 | 0,8 02.06.1936 | 2,8 18.07.1922 | 4,3 24.08.1922 | −1,6 24.09.1928 | −4,9 25.10.03   | −10,6 27.11.1985 | −20,8 30.12.1939 | −22 1929  |
| Record de chaleur (°C) date du record | 16,8 01.01.23    | 21,1 27.02.19  | 24,9 31.03.21    | 29 17.04.1949   | 34,4 24.05.1922 | 37,3 27.06.19  | 39,5 24.07.19  | 39,3 12.08.03  | 34,2 01.09.1926 | 28,3 12.10.1921 | 21,6 07.11.1955  | 17,5 16.12.1989  | 39,5 2019 |
| Ensoleillement (h)                    | 608              | 951            | 1 598            | 1 937           | 2 155           | 2 403          | 2 569          | 2 397          | 1 909           | 118             | 665              | 529              | 1 890     |
| Précipitations (mm)                   | 56,8             | 42,9           | 48,2             | 57,5            | 76,1            | 65,8           | 64,9           | 62             | 56,4            | 73,6            | 77,6             | 61,6             | 743,4     |

## Urbanisme

### Typologie
Au 1er janvier 2024, Neuilly-Crimolois est catégorisée ceinture urbaine, selon la nouvelle grille communale de densité à 7 niveaux définie par l'Insee en 2022.
Elle appartient à l'unité urbaine de Dijon, une agglomération intra-départementale dont elle est une commune de la banlieue,. Par ailleurs la commune fait partie de l'aire d'attraction de Dijon, dont elle est une commune de la couronne,. Cette aire, qui regroupe 333 communes, est catégorisée dans les aires de 200 000 à moins de 700 000 habitants,.

## Toponymie
Il est composé de tout ou partie des noms des communes fondatrices de la commune nouvelle.

## Histoire
La commune est créée le 28 février 2019 par un arrêté préfectoral du 4 février 2019.

## Politique et administration

### Communes déléguées
| Nom                       | Code Insee | Code postal | Superficie (km2) | Population (dernière pop. légale) | Densité (hab./km2) | Modifier                                    |
| ------------------------- | ---------- | ----------- | ---------------- | --------------------------------- | ------------------ | ------------------------------------------- |
| Neuilly-lès-Dijon (siège) | 21452      | 21800       | 4,62             | 1 857 (2017)                      | 402                | modifier les données · modifier les données |
| Crimolois                 | 21213      | 21800       | 3,59             | 807 (2017)                        | 225                | modifier les données · modifier les données |

### Liste des maires
| Période      | Période      | Identité         | Étiquette | Qualité                   |
| ------------ | ------------ | ---------------- | --------- | ------------------------- |
| 11 mars 2019 | juillet 2020 | François Nowotny | SE        | Cadre commercial retraité |
| juillet 2020 | En cours     | Didier Relot     |           |                           |

## Démographie
L'évolution du nombre d'habitants est connue à travers les recensements de la population effectués dans la commune depuis sa création.

En 2022, la commune comptait 3 430 habitants, en évolution de +30,67 % par rapport à 2016 (Côte-d'Or : +0,82 %, France hors Mayotte : +2,11 %).
| 2016  | 2021  | 2022  |
| ----- | ----- | ----- |
| 2 625 | 3 146 | 3 430 |

## Culture locale et patrimoine

### Lieux et monuments
- Église Saint-Victor de Neuilly-lès-Dijon.
- Église de l’Assomption de Crimolois.
- Place de Mommenheim.
- Café du Crucifix.